# 眼内レンズ
眼内レンズ（がんないレンズ、英: Intraocular lens, IOL）は、白内障手術で水晶体を摘出したときに挿入される人工の水晶体。近視矯正目的の有水晶体で挿入する眼内レンズも存在する。

## 歴史
以前白内障に対する手術は、光軸から混濁した水晶体を取り除くという方法を採っていた。しかしながら、水晶体は非調節時において約20D程の屈折力を持っており、手術後、強度の遠視になっていた。そのため明視するためには、いわゆる「牛乳瓶の底のような眼鏡」やコンタクトレンズを使用する必要があった。
1949年、イギリスのハロルド・リドリー（Harold Ridley）が、スーパーマリン スピットファイアの操縦士が目にアクリル製風防の破片が刺さった際、異物反応が起こらないことを観察した。リドリーは眼の中にレンズを入れるというアイディアを思いつき、眼内レンズを開発し、眼内に挿入するようになった。その後様々なレンズが開発されるようになった。

## 概要
白内障手術の際、水晶体を摘出した場合、無水晶体となり強度の遠視となる。その代わりに挿入される人工の水晶体のことである。一般に単焦点眼内レンズが使用され、術後は単焦点となる。術後は理論上調節力は無くなるが、若干の調節力の残存（偽調節）を認める。しかしその機序は不明である。
眼内レンズの度数を様々に変化させることにより、術後の屈折度数を変化させることが出来る。それにより近視や遠視の矯正をすることも出来、屈折矯正手術の側面を持つ。そのため術前に患者本人のライフスタイルなどを参考に種々の計算式により度数を決定する。
また眼内レンズの単焦点性を補う目的に、#モノビジョン法などの手技や#遠近両用眼内レンズ、#調節性眼内レンズを用いることもある。
また白内障ではなく、近視矯正目的に有水晶体で挿入する眼内レンズも存在する。

## 適応
白内障患者に対する白内障手術時に使用される。
従来重症糖尿病網膜症、網膜剥離、小児は使用禁忌とされているが、重症糖尿病網膜症、網膜剥離などは、手術手技の向上により、挿入されることが多い。
先天性白内障の乳幼児に対して行われる手術では、将来的に目の成長が期待されるため、挿入しないことが多かったが、最近では挿入される例が増えている。

## 種類

### 形状
光学部と光学部を保持する支持部に分けられる。
光学部と支持部を別々の素材で作り接合した（光学部と二つの支持部からなる）3ピーズレンズが主流であった。その後、耐久性を追求した1ピースレンズが開発されたが、より小切開から眼内レンズを挿入するために光学部を折り畳み可能なシリコン素材あるいはアクリル素材に置き換えた3ピースレンズが現れ急速に広まった。現在は、デザインの見直しによりアクリル素材による1ピーズレンズが数種類発表され普及しつつある。
現在日本国内で発売されているほとんどの眼内レンズは球面レンズか非球面眼内レンズである。非球面眼内レンズは眼球の高次収差を軽減するようにデザインされており、薄暮時などでの高い視機能が獲得でき車の運転時に有効であるとされる。

### 固定位置による分類
眼内レンズは固定する場所により、前房支持型、後房支持型、虹彩支持型、縫着用の4種類に分けることができる。現在日本国内では後房保持型を術中温存した水晶体嚢に挿入する方法が最もよく行われる。また水晶体嚢が存在しない、水晶体嚢・チン氏帯が脆弱な症例に対して前房保持型、縫着用を使用することがある。しかし前房保持型の挿入症例において虹彩炎・角膜内皮細胞密度が減少し水疱性角膜症に移行する症例が報告されている。

### 材質
材質は様々あり、PMMA（ポリメチルメタクリレート）、アクリル樹脂、シリコン樹脂などがある。

### 焦点性
現在一般的に使われている眼内レンズは単焦点のものである。
眼内レンズの単焦点性の改善を目的に様々なレンズが開発されている。単焦点レンズはよく使う距離に合わせた度数を選び、それ以外の距離では眼鏡が必要となるが、合焦点付近の結像性能が高く、医療保険が使える利点がある。
二重焦点レンズあるいは多重焦点レンズと呼ばれる遠近両用の眼内レンズ（屈折型多重焦点眼内レンズ、回折型多重焦点眼内レンズ）が日本では実用化されている。使用距離と度数によっては眼鏡が不要となる利点があるが、単焦点と比べて結像性能がやや低い、夜間の点光源が滲んだりだぶって見える（自動車の運転には障害となる）、医療保険が使えないなどの短所もある。
単純な遠近両用ではなくピント調節が可能な眼内レンズも研究開発されているが、その実用性はまだまだ不充分である。
乱視矯正のためのトーリックレンズも国内で実用化されている。

### 色
旧来はほとんどが透明な眼内レンズであった。近年、短波長でエネルギー量が多い青色光による青色光網膜傷害
を抑えるために黄色く着色された眼内レンズが普及してきている。着色眼内レンズの使用によりアメリカ合衆国で失明原因の第一位となっている加齢黄斑変性の予防効果が期待されている。着色レンズでは青色光が吸収されてしまうため薄明視時のコントラストが透明レンズより低下して見にくくなるという発表もある。

## 眼内レンズの選択
眼内レンズの度数決定は眼軸、角膜曲率半径、眼内レンズの固有の定数、患者の生活スタイルによって決められる。術前正視だった人は遠方あわせに、近視だった人は近方あわせにすることが多い。強度の近視の場合には、軽度の近視にあわせることもある。また片眼のみしか手術をしない場合には、不同視を避けるために手術を行わない方の眼の屈折値に合わせる場合が多い。
術後目標屈折値にあう眼内レンズの度数の計算方法は様々あり、SRK、SRK-II、SRK/T、Holladay、Hoffer-Qなどがある。各種検査の誤差、眼内レンズの固定の具合などにより、度数ずれを起こすことがある。また近視矯正手術を行っている眼は上記計算式では、対応しきれず度数ずれすることが知られており、術前の角膜形状解析のデータがあった方がよいとされる。

### 素材の選択
一般にアクリル素材が選ばれることが多いとされる。硝子体手術と同時または将来行う可能性がある白内障手術においては、シリコン素材ではなく、アクリル素材の眼内レンズが選択されることが多い。シリコン素材の場合、硝子体手術中にガス注入を行うと曇りを生じさせ、手術操作が困難になる可能性があるためである。
一方、眼内に埋植したアクリル素材製眼内レンズにおいて、レンズ内部に微小な間隙が多数生じ、それらが輝点として観察される「グリスニング」と呼ばれる現象が多数報告されており、その長期安定性について疑問視する見方がある。眼内レンズは眼内に長期間とどまるものであり、十分な安定性が確保されていなければならないためである。こういったことからどちらの素材にも一長一短があり、選択にあたっては検討を要する。

### 挿入方法
眼内への挿入方法として、以下のものがある。
- 折りたたまずそのまま挿入するもの
- 鑷子等にて折りたたんで挿入するもの（挿入器具を用いることもできるものが多い）
- 挿入器具を用いて挿入するもの
- 挿入機にあらかじめセットされていて、そのまま挿入するもの

眼内レンズ挿入の際の切開幅の減少や、眼内への菌の侵入を防ぐ目的にてより後者を使用することがある。手術の術式・術者の慣れ・患者の状態等により選択される。

### 遠近両用への試み
一般には眼内レンズは単焦点のものが選択され、術後はめがねやコンタクトレンズなどの矯正器具が必要になる。しかし遠近ともに見えるようにするために、様々な工夫が試みられている。

#### モノビジョン法
優位眼を遠方、劣位眼を2Dほど近方にあわせる。これにより遠くと近くをある程度明視することが出来るようになる。
この方法は眼優位性が高く、立体視がある程度ないとうまくいかないとされている。またあまりに高齢な人はうまくいかないと言われている。うまくいかなかった際には近方あわせの方を近視矯正手術により正視あわせ、モノビジョン状態を解消する手段が執られる。

#### 遠近両用眼内レンズ
遠近両用の屈折型・回折型の眼内レンズを選択することもある。
- 屈折型は、若い人の方がうまくいくケースが多いとされる。また夜道で街灯を見るとハレーションを起こすことが知られており、夜間の自動車の運転が多い方の場合、選択されないことが多い。
- 回折型は、waxy visionと呼ばれる「ぼやけ」が報告されている。欧米では優位眼にまず屈折型を入れ、見え方に不満がある場合にはもう片眼に回折型を入れるという方法を取る施設もある。

若年者で網膜剥離のリスクがある患者には眼底の観察や網膜剥離の手術に不向きであるとされるため、屈折型は選択されないことがある。
レンズの表面が遠見用と近見用に分割することで二重焦点を実現しており、高度に細かい作業をする人や、神経質な人にはあまり向いているとはいえない。
レンズ価格が高価であり、白内障手術の保険点数が低く抑えられ、混合診療の認められていない日本では、現状としては手術費用も含めた自由診療で行うしか使用する方法がない。ただし2017年3月現在、二焦点レンズに対して生命保険の「先進医療特約」を適用できる場合がある。

#### 調節性眼内レンズ
ピント調節が可能ではあるが、思ったほど調節しないとの声が多い。

## 有水晶体眼内レンズ、ICL
有水晶体眼内レンズ（英: Phakic Intraocular lens）は主に強度の近視矯正を目的に、有水晶体のまま眼内レンズを挿入する際に使用する眼内レンズである。眼内コンタクトレンズ、ICL（Implantable Contact Lens）とも呼ばれる。
有水晶体にて眼内レンズを挿入することにより、調節力を維持することが出来る。レーシックよりも長い歴史があり、1986年にはじめてヨーロッパで使用された。
安全性の評価に厳しい日本では2003年に臨床治験が行われ、2010年に厚生労働省の国内承認を得た。術後に合併症や度数が合わないなどの際には、除去することはできる。
薄い角膜厚、円錐角膜などの理由で、レーシックによる近視矯正が不適応と診断された場合にも施術可能。また、レーシック等の手術を組み合わせることにより、従来矯正ずれを起こしやすかった強度近視などに良好な矯正効果を得られるとされる。以前のような白内障などの合併症も減っており、欧米や韓国ではレーシックを凌ぐ勢いを持つ治療法である。最近では、清水公也によって開発されたレンズ中心に極小の貫通孔で房水循環を改善させたHole ICLが主流となっている。

### 注意点
- 手術の施行医は認定を受けなければ施行出来ないため、眼科医であれば誰しもが行える手術ではない。
- 保険適応では無いため、手術やその後の診察は自費診療となり、費用も高額となる。
- レンズの度数が合わない、ズレなど再手術が必要となるケースがあるため、再手術の保証の確認が重要。[3]

### 固定位置
虹彩支持型と隅角支持型、後房型（虹彩の後、水晶体の前）の3カ所に分けられる。
安全性の面から現在は後房型のICL（眼内コンタクトレンズ）が主流となっている。

### 合併症
有水晶体眼内レンズのバージョンが新しいほどレンズ設計は改良されている。
- 虹彩炎 - 前房型に多い。
- 不可逆的な角膜内皮細胞の減少
- 白内障 - 以前は後房に挿入するタイプに多かったが、現在はレンズ改良によりほとんどみられない。
- ハロー・グレア現象
- 度数が合わない
- レンズ偏位

## 眼鏡の併用
術後は単焦点になるが、生活様式は年齢や日々の行動で変化することから、焦点距離が異なる複数の眼鏡やコンタクトを併用するか、遠近両用の眼鏡が必要となる。
カメラの小型化や制御技術の進化により、「オートフォーカスアイウェア」と呼ばれるオートフォーカス機能を備えた眼鏡型のウェアラブル端末が実現しており、単焦点の眼内レンズでも自然にピントを合わせることが可能なっている。

## 参考
- 作家の吉行淳之介は、白内障に悩んでいたが、手術で劇的に回復した。この体験を、「人工水晶体」というエッセイに著述している。講談社エッセイ賞受賞。1985年刊、ISBN 406184296X。
- 漫画家の小林よしのりが白内障を患い、眼内レンズ挿入手術で回復する様子を「目の玉日記」という作品で描いた。